# Schachbrett-Schlankcichlide
Der Schachbrett-Schlankcichlide (Julidochromis marlieri) ist ein Buntbarsch aus Afrika.

## Vorkommen und Lebensraum
Julidochromis marlieri ist ein Endemit und bewohnt das felsige Ufer des Tanganjikasees. Hauptsächlich ist der Schachbrett-Schlankcichlide in der nordwestlichen Ecke des Sees bei Makabola (Demokratische Republik Kongo) vorzufinden. Die Wassertemperatur beträgt 24–26 °C. Zudem ist das Wasser leicht basisch (pH-Wert 7,5–8,0).

## Merkmale
Die Länge des Fisches beträgt ca. 15 cm. Geschlechtsunterschiede sind nicht sehr stark ausgeprägt. Die Genitalpapille des Männchens ist spitz, während die des Weibchens stumpf ist. Völlig ausgewachsene Männchen des Julidochromis marlieri tragen zudem einen Fettbuckel am Kopf. Je nach Fundort sind verschiedene Morphen von Julidochromis marlieri bekannt, zum Beispiel J. marlieri „Katoto“, J. marlieri „Magara“ oder J. marlieri „Gombe“. Die äußere Erscheinung der Tiere weist hierbei größere Unterschiede auf, so dass – etwa zur Standortvariante „Gombe“ – gemutmaßt wird, dass es sich hierbei um eine eigene Art handeln könnte.

## Sexualverhalten und Brut
Das Weibchen legt ca. 300 Eier in eine Höhle, worauf die Jungtiere nach einer dreitägigen Inkubationszeit schlüpfen. Die Jungfische halten sich lange in der Umgebung des Laichplatzes auf. Es können auch Hybride zwischen den Arten Julidochromis marlieri und Julidochromis ornatus (Gelber Schlankcichlide) entstehen, diese sind jedoch unfruchtbar. Die Hybride erinnern an Julidochromis transcriptus (Schwarzweißer Schlankcichlide).

## Haltung als Zier- und Zuchtfisch
Der Schachbrett-Schlankcichlide wird als Zierfisch gehalten. Es sollte darauf geachtet werden, dass genügend Platz vorhanden ist (ca. 100–200 l für ein Paar). Außerdem ist der Fisch aggressiv gegenüber anderen als auch gegenüber seiner eigenen Art, deshalb sollte er nicht in Gesellschaftsbecken gehalten werden.